# Christy Walton
Christy Ruth Walton (* 8. Februar 1949 in Jackson, Wyoming als Christy Ruth Tallant) ist eine US-amerikanische Unternehmerin, Philanthropin und Milliardärin. Mit einem Vermögen von 7,3 Milliarden US-Dollar (März 2019) ist sie eine der reichsten Personen der Welt.

## Leben
Die Witwe des Walmart-Erben John T. Walton erbte ihr Vermögen 2005, nachdem dieser bei einem Flugzeugabsturz ums Leben kam. Ihr gemeinsamer Sohn Lukas Walton erbte ebenfalls einen Teil des Vermögens. Christy Walton ist Anteilseignerin am Walmart-Konzern, an der Arvest Bank, der größten Bank in Arkansas, sowie am Photovoltaikhersteller First Solar.
Sie führt ein zurückgezogenes Leben in Jackson, Wyoming.

## Philanthropie
Erwähnenswert ist Waltons sozialpolitisches Engagement in den USA. Sie steht in Verbindung mit Non-Profit-Organisationen wie der Trustees and Staff Association, Corporate Giving Officers, The Philanthropy Roundtable, der San Diego Zoological Society und dem Mingei International Museum, an die sie regelmäßig Spenden richtet. Außerdem ist sie Vorstandsmitglied des San Diego Natural History Museum und unterstützt die Stiftung ihrer Familie, die Walton Family Charitable Support Foundation, welche vor allem Schulen und Universitäten finanziell unterstützt.